# Stockum (Möhnesee)

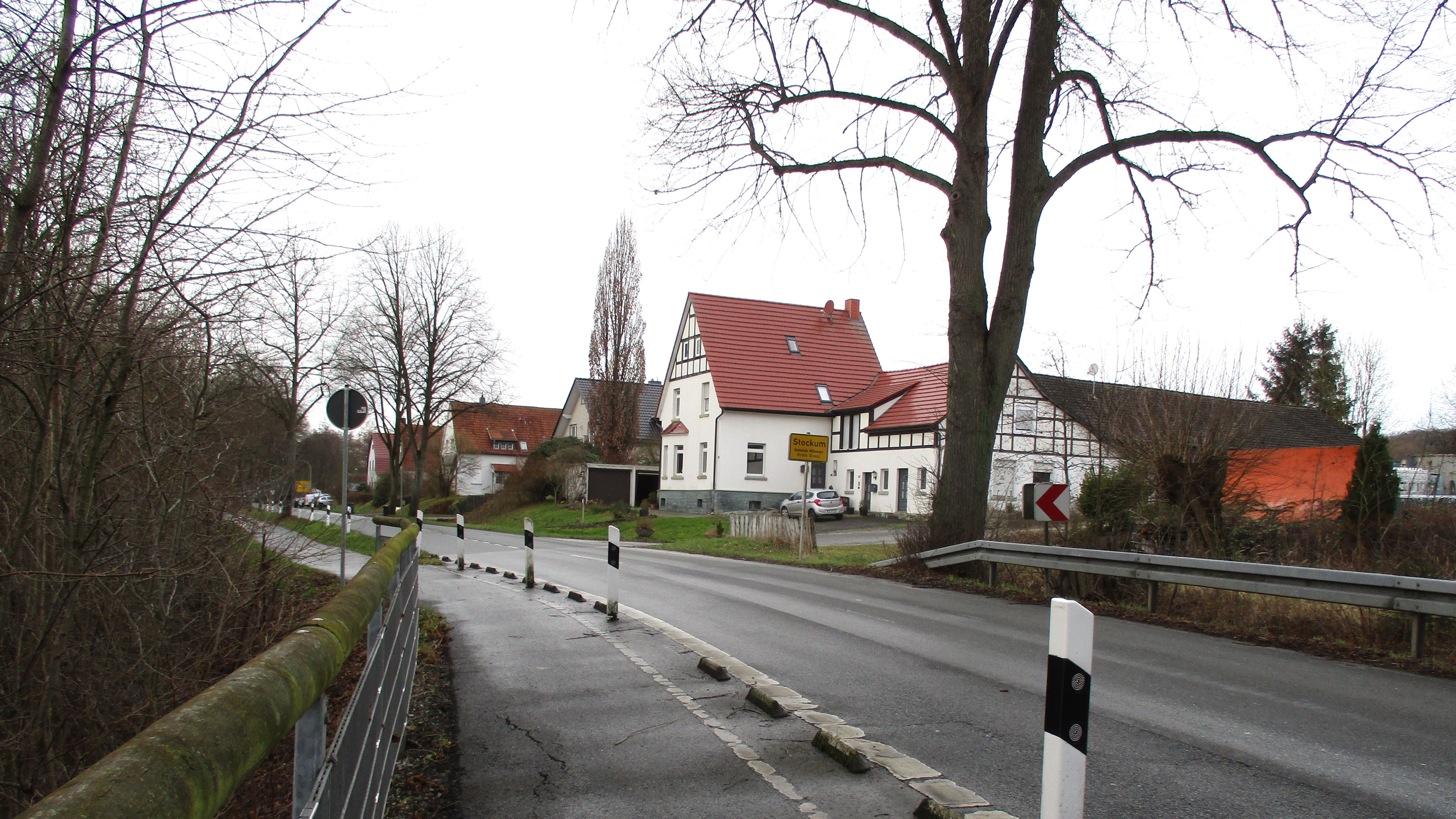
Stockum Seeuferstraße

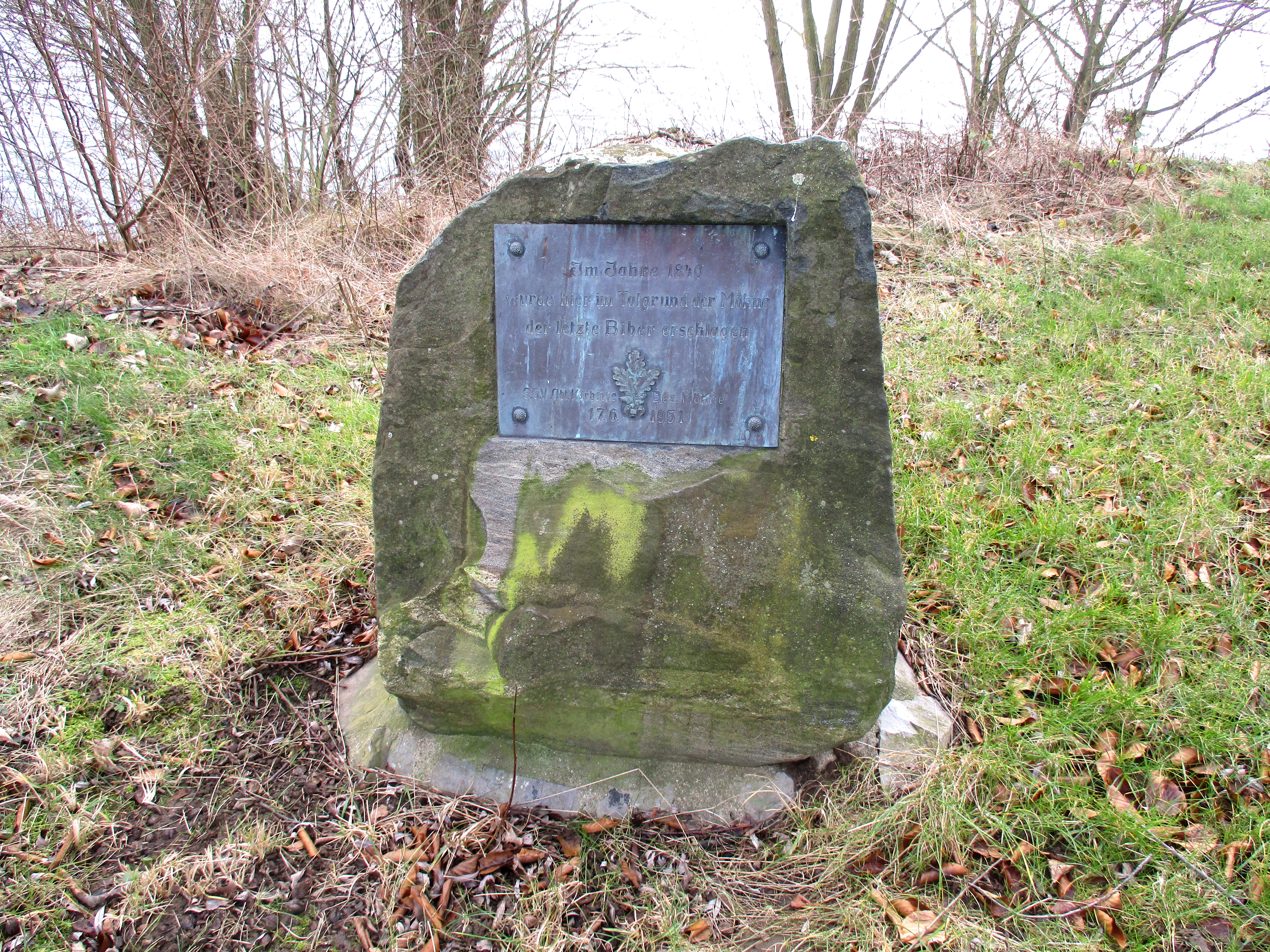
Denkmal für den letzten erschlagenen Biber im Möhnetal 1840. Heute leben wieder Biber am Möhnesee.

Stockum ist ein Ortsteil der Gemeinde Möhnesee im Kreis Soest, Nordrhein-Westfalen.
Stockum befindet sich etwa 2 km nordöstlich von Körbecke, dem Zentralort der Gemeinde. Der Ort liegt am Nordufer des Möhnesees auf halber Höhe des Haarstranges.  
Zu Stockum gehört die Waldkolonie Neuhaus, die etwa 5 km südlich von Stockum im Arnsberger Wald liegt und etwa 55 Einwohner hat. 
Von der Seeuferstraße aus führt der Stockumer Damm zum Südufer des Möhnesees, er trennt das Körbecker Becken vom Wameler Becken.
Am 1. Juli 1969 wurde Stockum durch das Soest/Beckum-Gesetz in die Gemeinde Möhnesee eingegliedert.
Sehenswert ist das denkmalgeschützte Jagdschloss Sankt Meinolf.